# مارشال روز
مارشال روز (بالإنجليزية: Marshall Rose)‏ هو مهندس برمجيات أمريكي، ولد في 1965.